# Старостин, Анатолий Васильевич
Анато́лий Васи́льевич Старостин (род. 18 января 1960, Душанбе, Таджикская ССР, СССР) — советский пятиборец, двукратный олимпийский чемпион и многократный чемпион мира. Заслуженный мастер спорта СССР (1980). Чемпион СССР в личном первенстве (1982). Первый советский олимпийский чемпион по современному пятиборью в личном первенстве (1980).
Анатолий Старостин — легенда отечественного современного пятиборья. В 1980 году его имя было внесено в Книгу рекордов Гиннесса — он является самым молодым олимпийским чемпионом по современному пятиборью в личном первенстве.

## Биография
Анатолий Старостин начал заниматься пятиборьем в 14 лет. Маленького, щупленького молодого человека привел в секцию современного пятиборья к молодому тренеру Владимиру Семеновичу Ильину брат Александр. Ильин вспоминает, что первые три года Старостин занимался пятиборьем для здоровья. Был он хилый, болезненный, довольно замкнутый, не по-детски серьезный, тщеславный.
Через три года Анатолий начал выступать в соревнованиях и Ильин обнаружил в своем ученике бойцовский характер. Первые три старта принесли подряд три «баранки» в конкуре. Но в том же первом турнире в тире Анатолий выбил 192 очка из 200 возможных. Для дебютанта просто невероятный результат! И Ильин окончательно поверил в ученика. Началась серьезная, кропотливая работа.
В 1974 г. Вольным стилем Старостин проплыл 300 м. за 4.20 мин. Первый его официально задокументированный результат в легкоатлетическом кроссе на 3000 м — 11.03 минут. Среди пятиборцев он считался одним из лучших в мире стрелков. На Кубке страны 1980 г. и на Олимпиаде он показал результат 199 очков и, наконец, на первенстве мира среди юниоров в Мадриде выбил 200 очков из 200 возможных.
В 1978 г. он попал в юниорскую сборную страны, поехал на первенство мира в Швецию и выиграл там золотую медаль. В 1979 году выступил на VII летней Спартакиаде народов СССР и показал лучший результат среди советских пятиборцев, на чемпионате мира в Будапеште занял 9-е место. И вот вершина: 24 июля 1980 г. Анатолии Старостин покорил Олимп.

## Дисквалификация
Чемпионат мира по современному пятиборью 1986 года. Монтекатини  Италия. Анатолий Старостин в блестящем стиле выиграл первое место на чемпионате мира в личном первенстве.
После чемпионата мира в Италии, Старостин был дисквалифицирован на 30 месяцев за «употребление допинга» — запрещенного лекарства на стрельбе. Из-за этого был вынужден пропустить Олимпиаду в Сеуле.
То, что все спортсмены так или иначе пользовались различными — и необязательно запрещенными — стимулирующими препаратами, не для кого тогда не было секретом. В случае с Старостиным это был оксибутират натрия. Врачи его рекомендовали в своё время для уменьшения нервозности и снятия стресса, а в обычной медицине даже прописывали детям с ослабленным здоровьем. Но перед чемпионатом мира этот препарат был внесен в список запрещенных к применению. Врачи команды вовремя не ознакомились с изменениями в списке запрещенных веществ допустили элементарную небрежность или халатность, можно называть это по-разному. Но в итоге пострадали в первую очередь спортсмены.
К тому же в то время спортсменам и в голову не могло прийти поставить под сомнение слова тренера или врача команды. Раз говорят, что надо принимать тот или иной препарат, значит, надо. Но в итоге последовала дисквалификация, последствия которой отразились на неудачном выступлении нашей команды на Олимпийских играх в Сеуле 1988 году (5 место).
«Беспрецедентный скандал в пятиборье» — так была озаглавлена статья в одной из центральных газет Венгрии.
В ней сообщалось, что уже после того, как отзвучали гимны стран-победительниц, пришло известие, что 12 участников чемпионата мира в Монтекатини изобличены в применении допинга.
Среди взрослых: М. Донов (Болгария, 37-е место), С. Дриггс (США, 56-е место), А. Старостин (СССР, 1-е место).
Среди юниоров: В.Илиев (Болгария, 1-е место), О.Плаксин (СССР, 2-е место), Кусмьэрж (Польша, 8-е место), Ковалевский (Польша, 17-е место), Амброзев (СССР, 18-е место), Валев (Болгария, 37-е место).
Среди женщин: Т. Чернецкая (СССР, 3-е место), С. Яковлева (СССР, 4-е место), Л. Норвуд (США, 12-е место).
По итогам данных допингового анализа УИПМБ принял решение отстранить вышеназванных пятиборцев от международных соревнований на 30 месяцев и аннулировать их результаты на XXIX чемпионате мира.

## Достижения
Норматив мастера спорта Анатолий выполнил в 1976 году в возрасте 16 лет. И хотя не существовало никаких официальных возрастных ограничений, звание «Мастер спорта СССР по современному пятиборью» (удостоверение № 141311) было присвоено Старостину только 21 июня 1978 года, когда Анатолию исполнилось 18 лет. 
Звание «Мастер спорта СССР международного класса» было присвоено Анатолию Старостину 1 декабря 1978 года (удостоверение № 5465).
- Двукратный олимпийский чемпион игр 1980 года в Москве в личном и командном первенстве.

- Серебряный призёр Олимпийских игр 1992 года в Барселоне, выступал за СНГ —  Объединённая команда.

Награждён памятным знаком Международного олимпийском комитета "Золотой знак Международного олимпийского комитета победителю XXII Олимпийских игр в Москве, 1980 год".
- 6-кратный Чемпион мира среди юниоров (1978—1981).

- Чемпион мира в личном первенстве (1983) и в командном зачете (1982, 1983, 1985, 1990).

- Чемпион Игр доброй воли (1986) в команде.

Выступал в составе сборной СССР на чемпионате мира в 1981 году. Занял 9 место в личном первенстве и 4 место в командном зачете (А. Старостин, Е. Липеев, В. Рогов).
Председатель Совета олимпийских чемпионов.
Полковник запаса.
Всего на протяжении 13 лет своей спортивной карьеры в составе сборной команды СССР Анатолий Старостин принял участие в двух Олимпиадах и 8 чемпионатов мира. Им завоевано 2 золотые, одна серебряная олимпийские медали и 5 золотых, 4 серебряных и 2 бронзовые медали мировых чемпионатов.
В 1994 году Анатолий Васильевич был приглашен на тренерскую работу в женскую сборную России по полицейскому пятиборью (бег, плавание, скоростная стрельба, толкание ядра, прыжки в длину). Под его руководством команда завоевала серебряные медали чемпионата мира 1995 и бронзовые чемпионата Европы 2000 года.
В 1980 году Анатолий Старостин внесен в Книгу рекордов Гиннеса как самый молодой олимпийский чемпион по современному пятиборью в личном зачете.

## Олимпийские игры 1980 года. Москва
- На Олимпийских играх 1980 в Москве выиграл 2 золотые медали в личном и командном соревнованиях.

- ЛИЧНОЕ ПЕРВЕНСТВО.

| Место | Спортсмен                | Возраст | Конкур | Фехтование победы/поражения | Стрельба очки/результат | Плавание очки/результат | Кросс очки/результат | Сумма |
| 1     | Анатолий Старостин (URS) | 20 лет  | 1068   | 1000 29/13                  | 1110/199                | 1216/3.27,41            | 1174/13.17,2         | 5568  |

## Олимпийские игры 1992 года. Барселона
- На Олимпийских играх 1992 в Барселоне выиграл серебряную медаль в командном первенстве и занял 4 место в личном первенстве.

- ЛИЧНОЕ ПЕРВЕНСТВО.

| Место | Спортсмен                               | Возраст | Фехтование победы/поражения | Плавание очки/результат | Стрельба очки/результат | Кросс очки/результат | Конкур | Сумма |
| 4     | Анатолий Старостин Объединённая команда | 32      | 864 38/27                   | 1236/3.24,7             | 1120/190                | 1117/13.36,0         | 1010   | 5347  |

## В филателии
Анатолию Старостину посвящена почтовая марка КНДР номиналом 50 чон из серии о  победителях Олимпиады-80, выпущенной 20 октября 1980 года.

## Награды
- Орден Дружбы народов[3]
- Медаль «За трудовую доблесть» (1985)
- Благодарность Президента Российской Федерации (4 января 2024 года) — за залуги в области физической культуры и спорта, многолетнюю добросовестную работу[4]
- Почётная грамота Президиума Верховного совета Российской Федерации (26 апреля 1993 года) — за долголетнюю плодотворную работу, большие личные заслуги в развитии физической культуры и спорта в Российской Федерации и в связи с 70-летием со дня образования первого в России физкультурно — спортивного общества «Динамо»[5]
- Знак «Заслуженный работник физической культуры».
- Почетный знак Олимпийского комитета России (2015).

## Примечание
1. ↑  조선우표목록 Korean Stamp Catalogue (1946-1998) (англ.). — Pyongyang: 조선우표사 Korea Stamp Corporation, 1998. — P. 132. — 288 p.
2. ↑  Summer Olympic Games 1980 - Moscow (Medals). Modern pentathlon. Colnect. Дата обращения: 6 сентября 2020.
3. ↑  Спортсмены-олимпийцы. Победители Олимпийских игр Архивная копия от 10 октября 2011 на Wayback Machine на сайте olimpic.su.
4. ↑  Распоряжение Президента Российской Федерации от 04.01.2024 № 7-рп "О поощрении". Официальный интернет-портал правовой информации (4 января 2024). Дата обращения: 4 января 2024. Архивировано 4 января 2024 года.
5. ↑  Указ Президиума Верховного Совета Российской Федерации от 26 апреля 1993 года № 4851-1 «О награждении Почетной Грамотой Президиума Верховного Совета Российской Федерации членов Всероссийского физкультурно-спортивного общества „Динамо“». Дата обращения: 25 апреля 2018. Архивировано из оригинала 26 апреля 2018 года.